# پیشرفت (فیلم ۱۹۴۵)
پیشرفت (انگلیسی: The Rake's Progress) فیلمی در ژانر کمدی-درام است که در سال ۱۹۴۵ منتشر شد. از بازیگران آن می‌توان به رکس هریسون و لیلی پالمر اشاره کرد.